# Fiamme a San Francisco
Fiamme a San Francisco (Flame of Barbary Coast), riedito nel 1953 col titolo Fiamme alla costa dei barbari (Fiamme a San Francisco) è un film del 1945 diretto da Joseph Kane.
È un film western statunitense con John Wayne, Ann Dvorak e Joseph Schildkraut. Ottenne due candidature ai premi Oscar nelle categorie migliore colonna sonora (a R. Dale Butts e Morton Scott) e miglior sonoro (a Daniel J. Bloomberg).

## Produzione
Il film, diretto da Joseph Kane su una sceneggiatura di Borden Chase con il soggetto di Prescott Chaplin, fu prodotto da Joseph Kane per la Republic Pictures e girato nei Republic Studios a Hollywood in California con un budget stimato in 600.000 dollari.

## Distribuzione
Il film fu distribuito negli Stati Uniti il 28 maggio 1945 dalla Republic Pictures. Ne esiste anche una versione colorizzata.
Le altre uscite internazionali sono state:
- nel Regno Unito il 23 luglio 1945
- in Svezia il 1º marzo 1948 (Äventyr i San Francisco)
- in Francia il 19 maggio 1948 (La belle de San Francisco)
- in Finlandia il 15 ottobre 1948 (Seikkailu San Franciscossa)
- in Austria il 1º luglio 1949 (Die Nacht vor dem Untergang)
- in Portogallo il 12 settembre 1950 (A Maldição de São Francisco)
- in Germania Ovest il 17 ottobre 1950 (San Francisco Lilly)
- in Giappone il 30 dicembre 1950
- in Danimarca il 16 febbraio 1953 (Højt spil i San Francisco)
- in Spagna (Algún día volveré)
- nel Regno Unito (Flame of the Barbary Coast)
- in Argentina (Hogueras de pasión)
- in Grecia (I polis tis akolasias)
- in Svizzera (Nacht vor dem Untergang)
- in Brasile (Um Dia Voltarei)
- in Italia (Fiamme a San Francisco e Fiamme alla costa dei barbari)

## Critica
Secondo Leonard Maltin è un "film inconsistente e senza pretese".

## Promozione
Le tagline del film sono:
- "PACKED WITH THE THRILL AND SPECTACLE OF THE WEST'S MOST EXCITING ERA!" (scritta sulla locandina originale).
- "The brawling, colorful story of the queen of hearts and the ace of gamblers... with a shock climax such as the screen has never known!".